# Claude Jade

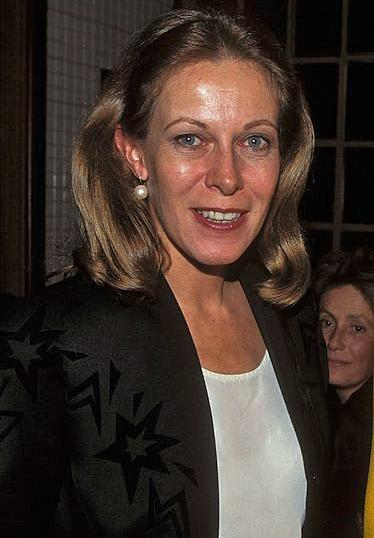
Claude Jade 1994 in Paris

Claude Jade (* 8. Oktober 1948 in Dijon; † 1. Dezember 2006 in Paris) war eine französische Schauspielerin. Berühmt wurde sie mit François Truffauts Filmen Geraubte Küsse (1968), Tisch und Bett (1970) und Liebe auf der Flucht (1979). Populär auch als Heldin der Serie Die Insel der 30 Tode, hatte sie 2006 ihre letzte Rolle am Theater als Célimène in Célimène und der Kardinal.

## Biographie
Sie begann als 15-Jährige parallel zum Lyzeum ihre Schauspielausbildung am Conservatoire d’Art Dramatique in Dijon. 1964 ging sie als Agnès in Molières Schule der Frauen auf Theatertournee. 1966 erhielt sie den Prix de comédie. Sie setzte ihre Bühnenausbildung in Paris bei Jean-Laurent Cochet fort. Ihr Pariser Theaterdebüt gab sie 1967 bei Sacha Pitoëff in Pirandellos Heinrich IV am Théâtre Moderne. Dort wurde sie von François Truffaut für den Film entdeckt und wurde seine Lieblingsschauspielerin: Sie spielte die Christine Darbon, Freundin und Frau seines Alter Ego Antoine Doinel (Jean-Pierre Léaud), in Geraubte Küsse (1968), Tisch und Bett (1970) und Liebe auf der Flucht (1979).
Neben französischen Filmen wie Édouard Molinaros Mein Onkel Benjamin folgte eine internationale Karriere mit 80 Kino- und TV-Filmen: Sie spielte neben italienischen und belgischen auch in amerikanischen (Alfred Hitchcocks Topas), japanischen (Kei Kumais Das Nordkap), deutschen (Gabi Kubachs Rendezvous in Paris) und sowjetischen Filmen (Sergei Jutkewitschs Lenin in Paris, Teheran 43). Im Fernsehen war sie unter anderem die Heldin der Kult-Serie Die Insel der dreißig Tode (1979) und der ersten französischen Daily Soap Cap des Pins (1998–2000).
Neben der Filmarbeit spielte Claude Jade auch weiterhin Theater in Paris, Lyon, Dijon und Nantes, unter anderem bei Jean Meyer, Jacques Mauclair und André Barsacq.
Sie heiratete 1972 den Diplomaten Bernard Coste. 1976 wurde ihr Sohn Pierre Coste geboren. Wegen der Berufungen ihres Ehemanns als Kulturattaché ins Ausland lebte Claude Jade in den 1980er Jahren sechs Jahre in der Sowjetunion und auf Zypern. Claude Jade wurde 1998 zum Ritter der Ehrenlegion ernannt. 2006 erlag Claude Jade wenige Monate nach ihrer letzten Vorstellung als Célimène in Célimène und der Kardinal einem Krebsleiden.

## Leben und Werk

### Ausbildung und erste Rollen
Die am 8. Oktober 1948 als Claude Marcelle Jorré geborene Tochter des Professorenpaares Marcel Jorré und Marcelle Schneider erhielt eine musische Bildung. Mit 15 begann sie ihre Ausbildung am Conservatoire d’art dramatique de Dijon, wo zuvor Edwige Feuillère und Marlène Jobert ihre Karriere begonnen hatten. 1964 spielte sie neben ihrem Lehrer André Héraud die Agnès in Molières Schule der Frauen. Sie unternahm eine Tournee durch Burgund. 1965 spielte sie im Fernsehfilm Le crime de la rue de Chantilly ihres Cousins Guy Jorré die junge Modistin Lily. 1966 erhielt sie am Konservatorium für ihre Ondine in Giraudoux’ „Ondine“ den Prix de comédie. Nach dem Abitur begann sie eine Schauspielausbildung in Paris bei Jean-Laurent Cochet am Théâtre Édouard VII. 1967 folgte parallel zur Ausbildung die erste TV-Serie Prunelle. Für ihre durchgehende Rolle der Rosette, die ihrer Tante Prunelle bei Detektiv-Abenteuern assistiert, änderte sie ihren Namen in Claude Jade. Nach einer Gastrolle in der Krimiserie Allô Police folgte 1967 eine Hauptrolle als seltener Vogel Sylvie in der 60-teiligen Serie Les oiseaux rares von Jean Dewever. Der bekannte Theaterregisseur Sacha Pitoëff engagierte sie für seine legendäre Inszenierung von Pirandellos Heinrich IV ans Théâtre Moderne. Bereits in der Generalprobe wurde sie von François Truffaut entdeckt, der ihr kurz darauf die Hauptrolle in seinem Film Geraubte Küsse gab.

### Claude Jade und François Truffaut

François Truffaut und Claude Jade bei der Vorpremiere zu ihrem dritten gemeinsamen Film, Liebe auf der Flucht, 1979

Am Théâtre Moderne wurde sie im September 1967 in einer Aufführung von Luigi Pirandellos Heinrich IV von François Truffaut entdeckt. Er war „hingerissen von ihrer Schönheit, ihrem Wesen, ihren Manieren und ihrer Lebensfreude“. Tagsüber drehte sie mit ihm Geraubte Küsse, abends spielte sie am Theater. Und im Februar führten Truffaut und Jade die Demonstrationen um die Cinémathèque française an. Truffaut verliebte sich in die 16 Jahre jüngere Hauptdarstellerin. Sie verlobten sich und planten für den Juni 1968 die Hochzeit, doch kurz davor machte Truffaut einen Rückzieher.
Bereits in ihrem Debütfilm spielte sie 1968 die Hauptrolle als Christine Darbon an der Seite von Truffauts Alter Ego Antoine Doinel alias Jean-Pierre Léaud. Der Filmdienst schrieb im Januar 2007 in seinem Nachruf auf Claude Jade, Truffaut habe seiner Hauptdarstellerin am Ende von Baisers volés eine der schönsten Liebeserklärungen des Kinos gemacht: Der Unbekannte, der ihr am Ende einen Heiratsantrag macht und dann geht, ist wie Doinel ein Alter Ego Truffauts.
Die Kritiker sind sich nach ihrem Debüt einig und betrachten sie als eine große neue Hoffnung des französischen Films: „Le Figaro“ schwärmt, dass Valery Larbaud von ihr sehr angetan gewesen wäre, und die Zeitung „La Croix“ schließt ihre Kritik mit „einem letzten Wort“ an François Truffaut: „Sie haben mit Claude Jade nicht ein junges Mädchen gewählt, sondern DAS junge Mädchen. Und Jade, Mademoiselle, symbolisiert die Hoffnung!“
Henri Langlois sagte Truffaut nach der Premiere, er wünschte sich, das Paar Antoine und Christine wiederzusehen: 1970 wurde aus den beiden ein Ehepaar in Tisch und Bett. Die amerikanische Kritikerin Pauline Kael analysierte: „Claude Jade, who looks like a less ethereal, more practical Catherine Deneuve, is lovely.“ (Claude Jade, die wie eine weniger ätherische, mehr lebensnahe Catherine Deneuve aussieht, ist wunderbar.)
In den Fortsetzungen Tisch und Bett (1970) und Liebe auf der Flucht (1979) war Claude Jade die „bessere Hälfte“ des Ehepaars Antoine und Christine Doinel. Truffaut gab ihr in den Fortsetzungen den stärkeren Part des Paares, das sich in seiner jugendlichen Unvoreingenommenheit gleicht, in der Form der Liebe jedoch unterscheidet: Christine liebt Antoine mit all seinen Macken, während der wiederum vor allem sich selbst liebt. Im autobiografischen Charakter des Zyklus finden sich auch Zitate zur Liebesbeziehung zwischen Truffaut und Jade, die sich später zu einer engen Freundschaft entwickelte.
1971 dachte François Truffaut daran, Claude Jade die Rolle der Männermörderin Camille in Ein schönes Mädchen wie ich zu geben. Er schrieb damals an seinen Co-Autor Jean-Loup Dabadie: „Ich halte die kleine Jade im Auge, sage ihr aber noch nichts, denn ich glaube, sie ist doch etwas zu jung.“ Truffaut besetzte später die zehn Jahre ältere Bernadette Lafont.
Die Freundschaft hielt bis zu Truffauts Tod. Truffaut nannte Claude Jade „meine dritte Tochter“.

### Image und Imagewandel
Die Truffaut-Filme prägten ihren Typus als liebevoll-sanfte moderne junge Frau im Gegenwartskino, dem sie jedoch zu entfliehen versucht. Sie variiert dieses Image in der Historienkomödie Mein Onkel Benjamin (1969): Als Manette bedrängt sie ihren Partner Jacques Brel mit ihrem Bestehen auf die Ehe, bis sie ihm – ohne Trauschein – in die Verbannung folgt. Nach dem deutschen Kinostart schrieb Kritikerin Renate Holland-Moritz im Eulenspiegel: „Zu den großen Vorzügen des Films gehört die Bekanntschaft mit der schönen und hochbegabten Claude Jade, einer Schauspielerin, die auch François Truffaut genügend faszinierte […] .“ Ihrem Truffaut-Image setzte sie ambivalente Figuren entgegen: In Der Zeuge (1969) ist sie die ihren Verlobten Jean-Claude Dauphin für den mysteriösen Gérard Barray verlassende Cécile, die am Ende allein bleibt.
Kritikerlob brachte ihr die Eléonore zwischen den Freunden Jean-Pierre Cassel und John McEnery in Gérard Brachs Film Le bateau sur l’herbe (1971) ein, in dem sie unbekümmert und eigennützig ein Drama heraufbeschwört. Eine Gegenbesetzung ist auch ihre Julie in Bernard Toublanc-Michels Thriller Das böse Vergnügen (1975): Ein von ihr verführter Autor (Jacques Weber) kommt hinter den von vier Frauen als Unfall getarnten Mord an einem patriarchalischen Schriftsteller. In Benoît Lamys Sozialsatire Trautes Heim (1973) vollzieht ihre orientierungslose und unsympathische Claire einen Wandel von der gehorsamen zur solidarischen Pflegerin.
Dennoch wurde sie meist als positive Figur besetzt, so als sich von der renitenten Tochter zur Freundin der Mutter entwickelnde Laura in Serge Korbers Familiendrama Kerzenlicht (1972): Durch die Liebe zum Lehrer Marc (Bernard Fresson) wird sie ermutigt, ihre getrennten Eltern (Annie Girardot, Jean Rochefort) wieder zu vereinen. Es folgen die kompromisslos in einen Priester (Robert Hossein) verliebte Françoise in Denys de La Patellières Résistance- und Zölibatsdrama Der Abbé und die Liebe (1973), die schüchterne alleinerziehende Witwe Dominique in Ein Pauker zum Verlieben (1978) bis hin zu ihrer vom Gatten hintergangenen und sich mit einer Affaire revanchierenden Gabrielle Martin in Tableau d’honneur (1992).
Der Belgier Jacques Faber nutzte die Widersprüchlichkeit ihrer Rollen für die Doppelrolle Anne/Juliette in seinem Film Le choix (1976): als lebensfrohe und dann enttäuschte Partnerin und als geheimnisvolle Versuchung. Eine weitere Doppelrolle übernimmt sie 1982 in Henri Helmans Lise et Laura. Hier spielt sie die von der Gestapo ermordete Lise und deren Ebenbild Laura, eine emanzipierte Lektorin, die dem Witwer (Michel Auclair) fast vierzig Jahre später begegnet und Lises Tagebücher liest. Zwielichtig ist sie als Alice in René Férets Thriller L’homme qui n’était pas là (1987).
In den 1990er Jahren und danach war sie teilweise in galant überzeichneten Rollen zu sehen, so als Erbschleicherin Lucienne des Grassins in Eugénie Grandet, als lesbische Beamtin Caroline, der Michel Serrault in Jean-Pierre Mockys Bonsoir die Erbschaft rettet, als Gouverneursgattin Reine Schmaltz im Historiendrama Das Floß der Medusa (1998) und 2005 als Geldfälscherin Emma Nazarova im Fernsehkrimi Groupe Flag: Vrai ou faux.
Claude Jade verkörperte neben mythologischen Figuren wie Shéhérazade historische Persönlichkeiten wie Louise de La Vallière (Le château perdu), Lucile Desmoulins (La passion de Camille et Lucile Desmoulins) und Inessa Armand (in Sergei Jutkewitschs Lenin in Paris).

### Internationale Karriere
Ihr Debüt in Geraubte Küsse 1968 begründete früh auch eine internationale Karriere, die sie im selben Jahr in die USA führte: Bei Alfred Hitchcock übernimmt sie 1968/69 die Rolle der Michèle Picard in seinem Thriller Topas. Sie ist die mit einem Journalisten (Michel Subor) verheiratete Tochter eines Agenten (Frederick Stafford). Michèle hilft ihrem Vater beim Enttarnen des Spionagerings Topas, mit dessen Chef (Michel Piccoli) ihre Mutter (Dany Robin) eine Affaire hat. Einen exklusiven Sieben-Jahres-Vertrag lehnte die 20-jährige Darstellerin jedoch ab, um weiterhin vorrangig in ihrer Heimat Frankreich arbeiten zu können. Ein nichtexklusiver Kontrakt wurde später annulliert.
In Belgien spielte sie 1969 die Hauptrolle in Anne Walters Thriller  Der Zeuge, eine junge Mordzeugin, die dem Verdächtigen (Gérard Barray) verfällt. Ebenfalls in Belgien entstehen Benoît Lamys sozialkritische Komödie Trautes Heim (1973) mit Jacques Perrin und Jacques Fabers Le choix (1976), in dem sie eine Doppelrolle spielte.
1973 spielte sie in Italien in zwei Thrillern. In Gianni Buffardis Number One (1973) liefert sie den Ermittlern als Model Sylvie Hinweise zu Verbrechen und in Das Mädchen aus der Via Condotti unterstützt sie als Fotografin Tiffany einen Privatdetektiv (Frederick Stafford, ihr Filmvater aus Topas) bei seinen Recherchen. 1977 spielt sie in Eriprando Viscontis Drama Una spirale di nebbia an der Seite von Marc Porel und Duilio del Prete die Hauptrolle der unglücklich verheirateten Maria Teresa. 1984 dreht sie erneut in Italien in der weiblichen Hauptrolle als Gianni Morandis deutsche Ehefrau Barbara der Miniserie Wie im Flug (Voglia di volare).
1975/1976 drehte sie in Japan ein Drama um die Gleichgültigkeit des Okzidents gegenüber der Dritten Welt: Unter der Regie von Kei Kumai reist sie in Das Nordkap (Kita No Misaki) als Nonne Marie-Thérèse von Marseille nach Yokohama und erlebt eine unmögliche Liebe zu dem Ingenieur Mitsuo (Gō Katō).
Ihr einziger deutscher Film ist Gabi Kubachs Rendezvous in Paris, der 1981 in München, Prag und Paris entsteht: Sie spielt in der Verfilmung eines Romans von Vicki Baum eine Berlinerin der 1930er Jahre, die ihre Ehe (mit Harald Kuhlmann) und bürgerliche Existenz für eine Affaire mit einem Amerikaner (Barry Stokes) aufs Spiel setzt.
Anfang der 1980er Jahre spielte Claude Jade, die von 1979 bis 1982 in Moskau lebte, in zwei sowjetischen Filmen. In Teheran 43 von Alexander Alow und Wladimir Naumow ist sie die junge Terroristin Françoise und in Sergei Jutkewitschs Lenin in Paris die Revolutionärin Inessa Armand.

### Fernsehen
„Kino oder Fernsehen, das macht für mich wirklich keinen Unterschied. Eine schwer zu verteidigende Rolle ist es, die mich glücklich macht“ – neben dem Kino war Claude Jade vor allem für das Fernsehen tätig. So spielte sie parallel zu Topas die Rolle der Waise Françoise in der TV-Saga Mauregard.
Bereits 1965 hatte sie in einem TV-Film ihres Cousins Guy Jorré, Le crime de la rue de Chantilly, als Lily ihre ersten Auftritte vor einer Fernsehkamera. 1967 erhielt sie ihre erste Serienhauptrolle in Les oiseaux rares als pubertierende und freche Sylvie. Später kann sie auf dem Bildschirm gegen ihr freundliches Leinwand-Image angehen, so als gerissene Serienmörderin Hélène in Malaventure: Monsieur seul. TV-Erfolge waren der Horrorfilm Schach dem Roboter, in dem sie als Penny einem unheimlichen Grafen das Handwerk legt, und Alle lieben Mami Rose, in dem sie als überforderte Mutter eines verhaltensgestörten Jungen auftritt. Der wohl größte Erfolg ihrer Fernsehkarriere war ihre Rolle als Véronique d’Hergemont, couragierte Heldin des zum Kult avancierten Sechsteilers Die Insel der dreißig Tode (in Deutschland lief der sechsstündige Film in zwölf Teilen).
Im Fernsehen spielte sie auch in Literaturadaptionen, so mit Michel Bouquet in Zwischen Tod und Leben nach Georges Simenons Die Glocken von Bicêtre und im Krimi La grotte aux loups nach André Bessons Die Wolfshöhle. Ebenso war sie in Theaterverfilmungen zu sehen (Jean-Christophe Avertys TV-Ereignis Ein Sommernachtstraum sowie Volpone, Die Mondvögel, La Mandragore u. a.). Claude Jade war die depressive Gisèle in Nous ne l’avons pas assez aimée, 1980). Nachdem sie im Film Fou comme François 1976 die Ehefrau von Michel Creton gespielt hatte, spielten sie in Treize (1980) erneut ein Ehepaar. Une petite fille dans les tournesols, 1984), in dem sie als den Tod ihres Mannes betrauernde Marelle die Welt der Mythologie betritt, erhielt den Prix des auteurs. Das Fernsehen führte Jade auch nach Deutschland, wo sie 1981 die Hauptrolle in Gabi Kubachs Rendezvous in Paris nach Vicki Baums gleichnamigem Roman spielte. Außerdem war sie in Deutschland als Barbara in der Miniserie Wie im Flug (1984), als Suzan Frend im Sechsteiler Das große Geheimnis und in den Serien Der Hitchhiker (als Monique in der Folge Was der Maler sah), Kommissar Moulin (als Isabelle in der Folge Die Freundin aus der Kindheit) und Julie Lescaut (als Estelle Toulouse in der Folge Lynchjustiz) zu erleben. 2007 laufen auf TV5 Monde mit deutschen Untertiteln die TV-Krimis Das Geheimnis (2004, mit Jade als mordverdächtigte Geliebte des Opfers) und Wahr oder falsch (2005, mit Jade als vermeintlichen Geldfälscherin).
Von 1998 bis 2000 war Claude Jade als Anna Chantreuil Heldin der Serie Cap des Pins, der ersten französischen Daily Soap. Ihren Serien-Ehemann Gérard Chantreuil spielte Paul Barge, der bereits in Der Rächer aus dem Sarg und La Mandragore ihr Filmpartner war.
Seit Mitte der 1990er Jahre arbeitete sie fast ausschließlich für das Fernsehen (Fleur bleue, Le bonheur des autres, La tête en l’air, Porté disparu, Un enfant au soleil, Das Findelkind. Außerdem ist sie Gaststar in den Krimiserien Une femme d’honneur, Navarro, Julie Lescaut, La Crim’ und Groupe flag).
Im neuen Jahrtausend spielt sie für das Kino noch in Santiago Otheguys Beitrag (Aufwärts) zum Episodenfilm Drogenszenen und in Julien Donadas Kurzfilm A San Remo. Seit Ende der 1990er Jahre übernahm sie auch häufig Parts in Hörspielen auf France Culture (u. a. Les Rapapommes, Meurtre pour mémoire, Pot-Bouille, L’Abyssin sowie Le journal d’Alphonse, eine Fortsetzung des Doinel-Zyklus).

### Theater
Am Theater ebenfalls eine feste Größe, spielte Claude Jade kontinuierlich in Paris, Lyon, Dijon und Nantes. Von 1977 bis 1984 spielte sie allein in sechs Inszenierungen des Regisseurs Jean Meyer.
Claude Jade spielte in Stücken u. a. von Luigi Pirandello (als Frida in „Heinrich IV“), Jean Giraudoux (als Isabelle in „Intermezzo“ und als Helena in „Der trojanische Krieg findet nicht statt“), Sacha Guitry („Je t’aime“), Honoré de Balzac (Adeline Mercadet in „Der Macher“), William Shakespeare (Helena in „Ein Sommernachtstraum“), Jacques Deval (Clarisse in „Il y a longtemps que je t’aime“), Stefan Zweig (Colomba in „Volpone“), Jean Racine (Junia in „Britannicus“), Vladimir Volkoff (Ingeborg Schultz in „Das Verhör“), Henry de Montherlant (Françoise in „Port Royal“), Marcel Aymé (Sylvie in „Die Mondvögel“), James Joyce (Berthe in „Verbannte“), Julien Vartet (Lucie Raboin in „Un château au Portugal“), Michel Vinaver (Hélène in „Dissident, il va sans dire“), Catherine Decours (Marquise de Bonchamps in „Regulus 93 ou la veritable histoire du citoyen Haudaudine“) und Alfred de Musset (Maria Soderini in Lorenzaccio).
2006 begeisterte Claude Jade bis kurz vor ihrem Tod das Pariser Publikum in der Titelrolle von Jacques Rampals Stück „Célimène und der Kardinal“, das – vom Autor selbst inszeniert – im Sommer 2006 mit ihr und Patrick Préjean auch verfilmt wurde.

### Tod und Abschied
Claude Jade litt an einem Retinoblastom, einem bösartigen Tumor im Auge. Sie spielte die Célimène in Célimène et le cardinal 2006 mit einer Prothese. Der Krebs befiel auch ihre Leber. Claude Jade, die im Frühjahr 2007 einen neuen Film drehen sollte, starb im Hôpital Ambroise-Paré de Boulogne-Billancourt.
Die Trauerfeier wurde am 5. Dezember in der reformierten Kirche Oratoire du Louvre abgehalten. Kulturminister Renaud Donnedieu de Vabres bezeichnete sie in einem Nachruf als „die Inkarnation des Charmes und der Eleganz Frankreichs, die in diesem „fichu métier“ Generationen von Schauspielerinnen als Vorbild gilt“. Véronique Cayla, Vorsitzende des „Centre national de la cinématographie“, würdigte sie als „Lichtgestalt des französischen Kinos mit einer Klarheit in ihrem Handwerk“, und Jacques Rampal verabschiedete sie mit den Worten: „Sie dachte immer nur an die anderen in diesem Metier der Ellenbogen. Sie beendete ihr Leben auf der Bühne, es endete in Schönheit, sie gab eine bemerkenswerte Vorstellung, es war der 8. August, es war erst gestern.“
Die Zeitung Neues Deutschland schrieb: „Wenn man Fotos von Claude Jade, der Wegbegleiterin Truffauts vom Bahnbrecher des formalen Experiments zum romantischen Erzähler, nun wieder betrachtet, dann kehrt eine wunderbare Zeit ins Gedächtnis zurück, die für immer vorbei ist. Man wollte nach Paris und ging einfach ins Kino. Mit dem Unerfüllbaren einer Sehnsucht befreundet zu sein, das war das schöne Erlebnis.“
Die Cinémathèque française widmete Claude Jade vom 19. bis 26. April 2007 eine Hommage.
2013 wurde in Dijon eine Straße nach ihr benannt: die Allée Claude Jade in 21000 Dijon.

## Filmografie (Auswahl)
- 1967: Le crime de la rue de Chantilly (TV-Film); Regie: Guy Jorré
- 1967: Prunelle (TV-Serie); Regie: Edmond Tiborovsky
- 1967: Allô Police: Retour à l’envoyeur (TV); Regie: Daniel Lecomte
- 1967: Les oiseaux rares (TV-Serie); Regie: Jean Dewever
- 1968: Geraubte Küsse (Baisers volés)
- 1968: Der Rächer aus dem Sarg (Sous le signe de Monte Cristo)
- 1969: Topas (Topaz)
- 1969: Mein Onkel Benjamin (Mon oncle Benjamin)
- 1969: Der Zeuge (Le Témoin)
- 1969: Ein Sommernachtstraum (Le songe d’une nuit d’été)
- 1970: Mauregard (TV); Regie: Claude de Givray
- 1970: Tisch und Bett (Domicile conjugal)
- 1971: Le bateau sur l’herbe; Regie: Gérard Brach
- 1971: Shéhérazade (TV); Regie: Pierre Badel
- 1971: Les oiseaux de lune (TV); Regie: André Barsacq
- 1972: La Mandragore (TV); Regie: Philippe Arnal
- 1972: Kerzenlicht (Les feux de la chandeleur)
- 1973: Trautes Heim (Home sweet Home); Regie: Benoît Lamy
- 1973: Le chateau perdu (TV); Regie: François Chatel
- 1973: Malaventure: Monsieur Seul (TV); Regie: Joseph Drimal
- 1973: Der Abbé und die Liebe (Prêtres interdits); Regie: Denys de La Patellière
- 1973: Number One; Regie: Gianni Buffardi
- 1973: La ragazza di Via Condotti
- 1974: Il y a longtemps que je t’aime (TV); Regie: Raymond Gérôme, Georges Folgoas
- 1975: Trop c’est trop; Regie: Didier Kaminka
- 1975: Das böse Vergnügen (Le malin plaisir); Regie: Bernard Toublanc-Michel
- 1975: Alle lieben Mami Rose (Mamie Rose) (TV); Regie: Pierre Goutas
- 1975: Maître Pygmalion; Regie: Jacques Nahum
- 1976: Le choix (Le Choix/De Keuze); Regie: Jacques Faber
- 1976: Das Nordkap (北の岬 / Kita no misaki); Regie: Kei Kumai
- 1976: Schach dem Roboter (Le collectionneur de cerveaux); Regie: Michel Subiela
- 1977: Zwischen Tod und Leben (Les anneaux de Bicêtre); Regie: Louis Grospierre
- 1977: Una spirale di nebbia; Regie: Eriprando Visconti
- 1978: La passion de Camille et Lucile Desmoulins (TV) R: Jean-Paul Carrère
- 1978: Ein Pauker zum Verlieben (Le pion); Regie: Christian Gion
- 1978: Fou comme François (TV); Regie: Gérard Chouchan
- 1978: Volpone (TV); Regie: Jean Meyer, Pierre Sabbagh
- 1978: Ulysse est revenu (TV); Regie: Jean Dewever
- 1979: Claude Jade lit Madame de Sévigné (TV), Regie: Jacques Cornet
- 1979: Liebe auf der Flucht (L’amour en fuite); Regie: François Truffaut
- 1979: Die Insel der 30 Tode (L’île aux trente cercueils) (Serie); Regie: Marcel Cravenne
- 1980: Au bout du chemin (TV); Regie: Daniel Martineau
- 1980: Teheran 43 (Тегеран-43 / Tegeran-43); Regie: Alexander Alow und Wladimir Naumow
- 1980: Lenin in Paris (Ленин в Париже / Lenin w Parishe); Regie: Sergei Jutkewitsch
- 1980: La grotte aux loups (TV); Regie: Bernard Toublanc-Michel
- 1981: Nous ne l’avons pas assez aimée (TV); Regie: Patrick Antoine
- 1981: Quelqu’un manque (Kurzfilm); Regie: Jean-Claude Messager
- 1981: Le bahut va craquer; Regie: Michel Nerval
- 1981: Kommissar Moulin: Die Freundin aus der Kindheit (TV); Regie: Jean Kerchbron
- 1981: Treize (TV); Regie: Patrick Villechaize
- 1982: Lise et Laura; Regie: Henri Helman
- 1982: L’honneur d’un capitaine; Regie: Pierre Schoendoerffer
- 1982: Rendezvous in Paris; Regie: Gabi Kubach
- 1984: Une petite fille dans les tournesols; Regie: Bernard Férié
- 1984: Wie im Flug (Voglia di volare) (TVS); Regie: Pier Giuseppe Murgia
- 1987: L’homme qui n’était pas là; Regie: René Féret
- 1987: Qui sont mes juges ? Regie: André Thiery
- 1988: Das große Geheimnis (Le grand secret) (TVS); Regie: Jacques Trébouta
- 1990: Hitchhiker: Windows (Was der Maler sah) (TV); Regie: René Manzor
- 1991: Fleur bleue (TV); Regie: Jean-Pierre Ronssin
- 1991: L’Éternité devant soi (TV); Regie: Stéphane Bertin
- 1991: Le bonheur des autres (TV); Regie: Charles Bitsch
- 1992: Tableau d’honneur; Regie: Charles Nemes
- 1993: La tête en l’air (TVS); Regie: Marlène Bertin
- 1994: Eugénie Grandet; Regie: Jean-Daniel Verhaeghe
- 1994: Bonsoir; Regie: Jean-Pierre Mocky
- 1995: Belle Époque (TV); Regie: Gavin Millar
- 1995: Navarro: Sentiments mortels (TV); Regie: Nicolas Ribowski
- 1995: Julie Lescaut: Rumeurs (Lynchjustiz) (TV); Regie: Marion Sarraut
- 1995: Porté disparu (TV); Regie: Jacques Richard
- 1997: Inspecteur Moretti: Un enfant au soleil (TV); Regie: Gilles Béhat
- 1997: Une femme d’honneur: Mémoire perdue (TV); Regie: Michèle Hauteville
- 1998: Le Radeau de la Méduse; Regie: Iradj Azimi
- 1998–2000: Cap des Pins (TVS); Regie: diverse
- 2000: Drogenszenen (Scénarios sur la drogue) Episode Aufwärts; Regie: Santiago Otheguy
- 2000: Das Findelkind (Sans famille); Regie: Jean-Daniel Verhaeghe
- 2003: A San Remo (Kurzfilm); Regie: Julien Donada
- 2004: La Crim’: Le Secret (TV) (dt. Das Geheimnis); Regie: Dominique Guillo
- 2005: Groupe Flag: Vrai ou faux (TV) (dt. Wahr oder falsch); Regie: Étienne Dhaène
- 2006: Célimène et le cardinal (Theaterfilm/DVD); Regie: Jacques Rampal

## Theater (Auswahl)
- 1964: Die Schule der Frauen (Molière) Rolle: Agnès, Regie: André Héraud, Dijon und Tournee
- 1967: Heinrich IV (Luigi Pirandello) Rolle: Frida, Regie: Sacha Pitoëff, Paris, Théâtre moderne
- 1969: Ein Sommernachtstraum (William Shakespeare) Rolle: Helena, Regie: Jean-Christophe Averty, Paris, Buttes-Chaumont
- 1971: Je t’aime (Sacha Guitry) Rolle: Elle (Denise), Regie: Julien Bertheau, Paris, Palais au Théâtre-Royal
- 1971: Die Mondvögel (Marcel Aymé) Rolle: Sylvie, Regie: André Barsacq, Paris, Théâtre de l'Atelier
- 1972: Ich liebe dich seit langem (Jacques Deval) Rolle: Clarisse, Regie: Raymond Gérôme, Paris, Théâtre Marigny
- 1975: Der trojanische Krieg findet nicht statt (Jean Giraudoux), Rolle: Helena, Regie: Jacques Mauclair, Lyon, Théâtre des Célestins
- 1977: Port Royal (Henry de Montherlant) Rolle: Françoise, Regie: Jean Meyer, Lyon, Théâtre des Célestins
- 1978: Intermezzo (Jean Giraudoux) Rolle: Isabelle, Regie: Jean Meyer, Lyon, Théâtre des Célestins
- 1978: Volpone (Ben Jonson, Stefan Zweig, Jules Romains), Rolle: Colomba, Regie: Jean Meyer, Paris, Théâtre Margigny
- 1980: Britannicus (Jean Racine), Rolle: Junia, Regie: Jean Meyer, Lyon, Théâtre des Célestins
- 1983: Verbannte (James Joyce), Rolle: Berthe, Regie: Jean Meyer, Lyon, Théâtre des Célestins
- 1984: Der Macher (Honoré de Balzac), Rolle: Adeline Mercadet, Regie: Jean Meyer, Lyon, Théâtre des Célestins
- 1986: Das Verhör (Vladimir Volkoff), Rolle: Ingeborg Schulz, Regie: Jean-Paul Zehnacker, Paris, Paris Festival 13
- 1988: Regulus 93 (Catherine Decours), Rolle: Marquise Marie Renée de Bonchamps, Regie: Jean-Luc Tardieu, Nantes
- 1991: Un chateau au Portugal (Julien Vartet), Rolle: Lucie Raboin, Regie: Idriss, Paris, Studio des Champs Elysées
- 1992: Dissident il va sans dire - Verschwunden ohne ein Wort (Michel Vinaver), Rolle: Hélène, Regie: Jean Maisonnave, Dijon, Athénée
- 2001: Lorenzaccio (Alfred de Musset, George Sand), Rolle: Marie Soderini, Regie: Henri Lazzarini, Paris, Théâtre Mouffetard
- 2006: Célimène und der Kardinal (Jacques Rampal), Rolle: Célimène, Regie: Jacques Rampal, Paris, Lucernaire, Festival de Sarlat

## Weitere Auftritte
- 1970: Dim, Dam, Dom (TV) Moderatorin
- 1970: Gala de l’union (dt. Gala-Premiere) Mitwirkende mit Zauberkunststück (mit Michel Piccoli und Marion Game)
- 1975: La clef des chants (TV) Moderatorin

## Hörspiele und Lesungen
1975 besprach sie eine Schallplatte mit der Geschichte François le bossu der Comtesse Sophie de Ségur. Später sprach Claude Jade in Hörspielen.

### France-Culture
- 1997: Mais qu’est-ce qu’on fait du violoncelle ? von Mateï Visniec, Regie: Myron Meerson, u. a. mit Serge Avedikian
- 1997: Les Rapapommes von Karine Mazoumian, Regie: Myron Meerson (Erzählungen für Kinder in zwei Teilen), u. a. mit Serge Avedikian
- 1997: Der Abessiner (L’Abyssin) von Jean-Christophe Rufin, Regie: Myron Meerson, u. a. mit Jacques Leplus
- 1998: Histoires en liberté: La parapluie von Yves Dantin, Regie: Myron Meerson, mit Philippe Siboulet
- 1999: Condoléances ou Je suis là, chérie von Roland Zehm, Regie: Myron Meerson, mit Bernard-Pierre Donnadieu
- 1999: « Marathon de lecture », Werke von Autores des XX. Jahrhunderts (Ausstrahlung vom 31. Dezember 1999 zum 1. Januar 2000)
- 2001: Bonjour, monsieur Hugo; Bonjour, monsieur Dumas, Regie: Michel Sidoroff
- 2002: Pot-Bouille von Émile Zola, Regie: Myron Meerson (Serie), mit Sophie Barjac u. a.
- 2002: Meurtres pour mémoire (Bei Erinnerung Mord / Karteileichen) von Didier Daeninckx, Regie: Michel Sidoroff (Serie)
- 2004: Meurtre en famille von Martin Laurent, Regie: Michel Sidoroff, mit Daniel Isoppo u. a.
- 2004: Le Journal d’Alphonse von Élisabeth Butterfly und François Truffaut, Regie: Vanessa Vadjar, mit Stanislas Merhar

### Lesungen (2002–2003)
- Han d’Islande von Victor Hugo in Ajaccio
- Nouvelles, Novellen von Anton Tschechow in Campbon
- Die Kleine Bijou de Patrick Modiano, Festival 18 (Paris)

## Auszeichnungen
Neben dem Theaterpreis „Prix de Comédie“ wurde sie 1970 mit dem Prix Révélation de la nuit du Cinéma (Georges Cravennes Vorgänger seines späteren César) und in Brasilien für ihre Leistung in Le bateau sur l’herbe (O Barco na relva) mit der Goldenen Eule geehrt.
1975 erhielt sie auf den Internationalen Filmfestspielen von Cannes den Prix orange.
Ehrenpreise: 2000 wurde Claude Jade in West Palm Beach den New Wave Award für ihre Rolle in der Filmwelt und 2002 in Puget-Théniers mit dem Prix Réconnaissance des Cinéphiles ausgezeichnet.
1998 wurde Claude Jade zum Ritter der Ehrenlegion ernannt.
2013 wurde in Dijon eine Straße nach ihr benannt: die Allée Claude Jade in 21000 Dijon.